# Fijocrypta vitilevu
Fijocrypta vitilevu är en spindelart som beskrevs av Raven 1994. Fijocrypta vitilevu ingår i släktet Fijocrypta och familjen Barychelidae.
Artens utbredningsområde är Fiji. Inga underarter finns listade i Catalogue of Life.